# Buzău (flod)
 For alternative betydninger, se Buzău (flertydig). (Se også artikler, som begynder med Buzău)
Buzău (rumænsk udtale: [buˈzəw]) er en flod i det østlige Rumænien, en biflod til floden Siret. Dens samlede længde er 302 km, og dets afvandingsområde er 5.264 km2. Dens udspring er i de sydøstlige Karpater, øst for Brașov. Buzău løbergennem de rumænske distrikter Brașov, Covasna, Buzău og Brăila . Den løber ud i Siret i Voinești,  tæt på dens sammenløb med Donau, vest for Galați.
Floden Buzău giver sit navn til to bykommuner: byen Buzău (Buzău adistriktssæde) og byen Întorsura Buzăului i Covasna distriktet. Întorsura Buzăului (som betyder Buzăus vending på rumænsk) har fået sit navn af at den ligger i nærheden af et stort sving, som floden tager. Den løber i begyndelsen nordpå, men tager en pludselig drejning mod sydøst nær byen.

## Byer og landsbyer
Følgende byer og landsbyer ligger langs floden Buzău, fra kilde til udmunding: Vama Buzăului, Întorsura Buzăului, Sita Buzăului, Crasna, Siriu, Nehoiașu, Nehoiu, Păltineni, Vernești, Mărăcineni, Buzău, Săgeata, Găvănești, Banița, Vișani, Câineni-Băi, Grădiștea, Racovița, Latinu.